# Besna Kobila
Besna Kobila je hora v Pčinjském okruhu na jihovýchodě Srbska, 40 km od města Vranje. Je součástí Rilsko-rodopského masivu a její výška se udává jako 1922 nebo 1923 metrů nad mořem. Hora tvoří rozvodí mezi Jižní Moravou a Strumou, jejím vrcholem procházela státní hranice mezi Srbskem a Bulharskem až do roku 1919, kdy Bulhaři přišli o Zapadni pokrajnini.
Název hory znamená v srbštině „vzteklá kobyla“ a souvisí s legendou o dceři místního pastevce Feji, která proslula jako odvážná jezdkyně; jednou však její klisnu kousl vzteklý pes, klisna se splašila, dívka spadla z jejího hřbetu a zmrzačila se. Je podle ní pojmenována také nedaleká vesnice Kriva Feja.
Na úpatí hory se nacházejí termální lázně Vranjska Banja. Hora je tvořena převážně žulou, těží se zde olovo, zinek, kobalt a kadmium. Besna Kobila patří k nejvýznamnějším srbským střediskům vysokohorské turistiky, kde se provozuje lyžování, cyklistika i lov zvěře. V nadmořské výšce 1480 m byla vybudována horská chata.